# Ngari Dakpa Namgyal
Ngari Dakpa Namgyal (tibétain : མངའ་རིས་གྲགས་པ་རྣམ་རྒྱལ, Wylie : mnga' ris grags pa rnam rgyal) né en 1942 à Ngari, au Tibet est un écrivain et député tibétain qui s'est exilé en Inde.

## Biographie
Ngari Dakpa Namgyal est né en 1942 à Ngari. 
Il représente l'U-Tsang lors de la 8e assemblée du Parlement tibétain en exil.
Il a écrit un livre sous la forme d'une chronique de ses expériences personnelles et de son parcours de vie, depuis sa maison à Ngari jusqu'en Inde, et des événements auxquels il a assisté.